# 全国中学選抜卓球大会
全国中学選抜卓球大会（ぜんこくちゅうがくせんばつたっきゅうたいかい）は日本の卓球の大会。中学選抜、全中選抜などとも呼ばれる。

## 概要
各都道府県から男女各1校（開催県は2校）、計96校が出場する中学1、2年生による団体戦。全国中学校卓球大会のようにブロック予選(地方大会)はないので、多くの中学に出場のチャンスがある。また、3校ずつの予選リーグを勝ち抜けなくても順位別のトーナメントがあり、多くの試合ができる。
各都道府県での新人戦、秋季大会が本大会の予選を兼ねている場合が多い。
2011年の福井大会（3月26日-27日）は同年3月11日の東北地方太平洋沖地震の影響により中止となった。

## 歴代優勝校
| 開催年 | 開催回 | 開催地 | 男子学校対抗     | 女子学校対抗       |
| ------ | ------ | ------ | ---------------- | ------------------ |
| 2000年 | 第1回  | 栃木   | 実践学園中       | 仙台育英学園秀光中 |
| 2001年 | 第2回  | 栃木   | 実践学園中       | 山陽女子中         |
| 2002年 | 第3回  | 青森   | 青森山田中       | 武蔵野中           |
| 2003年 | 第4回  | 鹿児島 | 青森山田中       | 青森山田中         |
| 2004年 | 第5回  | 福島   | 明豊中           | 山陽女子中         |
| 2005年 | 第6回  | 三重   | 青森山田中       | 明徳義塾中         |
| 2006年 | 第7回  | 高知   | 青森山田中       | 土佐女子中         |
| 2007年 | 第8回  | 北海道 | 青森山田中       | 明徳義塾中         |
| 2008年 | 第9回  | 茨城   | 青森山田中       | 青森山田中         |
| 2009年 | 第10回 | 沖縄   | 青森山田中       | 青森山田中         |
| 2010年 | 第11回 | 山梨   | 青森山田中       | 青森山田中         |
| 2011年 | 第12回 | 福井   | 中止             | 中止               |
| 2012年 | 第13回 | 福井   | 青森山田中       | 明徳義塾中         |
| 2013年 | 第14回 | 奈良   | 愛知工業大附属中 | 武蔵野中           |
| 2014年 | 第15回 | 島根   | 愛知工業大附属中 | 明徳義塾中         |
| 2015年 | 第16回 | 埼玉   | 愛知工業大附属中 | 中間市立中間東中   |
| 2016年 | 第17回 | 福岡   | 愛知工業大附属中 | 昇陽中             |
| 2017年 | 第18回 | 山形   | 愛知工業大附属中 | 横浜隼人中         |
| 2018年 | 第19回 | 京都   | 愛知工業大附属中 | 明徳義塾中         |
| 2019年 | 第20回 | 新潟   | 中間市立中間東中 | 貝塚二中           |
| 2020年 | 第21回 | 愛知   | 中止             | 中止               |
| 2021年 | 第22回 | 島根   | 愛工大名電中     | 貝塚二中           |
| 2022年 | 第23回 | 松山   | 愛工大名電中     | 貝塚二中           |
| 2023年 | 第24回 | 宮城   | 野田学園中       | 貝塚二中           |
| 2024年 | 第25回 | 群馬   | 愛工大名電中     | 貝塚ニ中           |
| 2025年 | 第26回 | 富山   | 中間市立中間東中 | 明徳義塾中         |